# Marderverwandte
Die Marderverwandten (Musteloidea) sind eine Gruppe überwiegend kleiner bis mittelgroßer hundeartiger Raubtiere, die heute mit vier Familien auf allen Kontinenten mit Ausnahme der Antarktis vorkommt. Ehemals wurde auch der Große Panda mit in diese Gruppe gestellt; er wird heute aber als Vertreter der Bären angesehen. Viele von ihnen waren und sind für den Menschen unter anderem als Pelztier von Bedeutung und wurden entsprechend stark bejagt.

## Beschreibung
Marderartige sind vorwiegend kleine bis mittelgroße Raubtiere, die sich hauptsächlich an eine versteckte Lebensweise angepasst haben. Mit einer Gesamtlänge von bis zu zwei Metern ist der Riesenotter der größte Marderverwandte, das Mauswiesel mit 11 bis 26 Zentimetern Kopfrumpflänge ist das kleinste Raubtier überhaupt. Beide Arten gehören zur Familie der Marder. In ihrem Körperbau sind die Marderverwandten durchaus verschieden. Sie haben meist einen eher schlanken, niedrig gebauten Körper mit nicht allzu langen Beinen (vor allem die meisten Marder und der kleine Panda), es sind aber auch eher gedrungen gebaute Gruppen vertreten. Einige Arten erwecken nur durch ihr dickes Fell den Anschein eines kräftigen Körpers. Zu den Marderverwandten gehören Halbsohlen- und Sohlengänger, wobei die Länge der Füße die der eigentlichen Beinknochen nicht weit überschreitet. Viele bewegen sich katzenbuckelnd fort. Die Pfoten sind mit gut entwickelten Krallen bestückt, die nur bei wenigen Arten teilweise einziehbar sind. Die Spezialisierung auf verschiedene Lebensweisen bringt natürlich auch anatomische Veränderungen mit sich, so zum Beispiel der stromlinienförmige Körper mit abgeplattetem Schwanz und Schwimmhäuten bei Ottern oder die extrem schlanke Körperform beim Mauswiesel. Die meisten haben einen recht langen, gut behaarten Schwanz. Der Wickelbär, der sich auf das Klettern in Bäumen spezialisiert hat, hat einen Greifschwanz. Der Kopf ist meist relativ kurz, das Gesicht nach vorn gewandt.
Die Marder sind vorwiegend schlank gebaute, im Vergleich zum Körper kurzbeinige Tiere mit eher kurzem Hals und kurzem bis mittellangem Schwanz, wobei sich unter anderem bei den Dachsen, Silberdachsen, Honigdachsen und beim Vielfraß auch kräftigere Arten finden. Die Kleinbären vereinen in ihrem eher gedrungenen Körper Merkmale von Mardern und echten Bären, so zum Beispiel das Sohlengängertum. Skunks ähneln kleinen, gedrungenen Mardern mit buschigen Schwänzen. Der Kleine Panda ähnelt den Kleinbären, hat aber einen schlanken Körper und ein kurzes, breites Gesicht.
Das Gebiss ist das typische der Raubtiere, Schneidezähne, Eckzähne (zu Fangzähnen umgebildet), Vorderbackenzähne und Backenzähne sind vorhanden. Je nach Ernährungsweise können die Backenzähne mehr oder weniger verbreitert sein. Die Anzahl der Zähne schwankt von Art zu Art zwischen 28 und 40 (28 bis 38 bei den Mardern und 36 bis 40 bei den Kleinbären).
Einige Arten sind in der Lage, aus ihren paarigen Analdrüsen ein stinkendes Abwehrsekret eineinhalb bis zwei Meter weit herauszuspritzen. Diese Fähigkeit beschränkt sich nicht nur auf die Familie der Skunks, auch manche Marder können sich so verteidigen.

## Verbreitung, Lebensraum und Biologie
Marderverwandte sind überwiegend kleinere, versteckt lebende Tiere. Die meisten sind dämmerungs- und nachtaktiv und verstecken sich tagsüber in einem Unterschlupf. Als Nahrung dienen ihnen diverse kleinere Tiere und Pflanzen. Viele ernähren sich von Nagetieren und Vögeln. Otter ernähren sich vorwiegend von Fisch und anderen Wassertieren, der kleine Panda frisst hauptsächlich Bambus und andere Pflanzen. Skunks und viele Kleinbären haben als opportunistische Allesfresser einen sehr vielfältigen Ernährungsplan, Vielfraße fressen sowohl Beeren und Triebe, als auch Aas und sogar selbst gerissene Elchkälber. Im Gegensatz dazu ist beispielsweise das Mauswiesel ein Spezialist, der sich fast ausschließlich von kleinen Nagern ernährt. Der Honigdachs zeigt eine gewisse Vorliebe für Bienenhonig, ist aber ansonsten nicht wählerisch.
Verbreitet sind Marderverwandte über alle Kontinente bis auf die Antarktis. In Australien, Ozeanien, Neuseeland und Madagaskar sind sie allerdings vom Menschen eingeschleppt worden. Sie bevorzugen waldähnliche Lebensräume mit Versteckmöglichkeiten, in denen sie tagsüber ausharren können, kommen aber auch in den verschiedensten anderen Lebensräumen vor. Diese Unterschlüpfe können natürliche Strukturen sein, aber auch von ihnen, anderen Tieren oder Menschen errichtet worden sein.

## Systematik

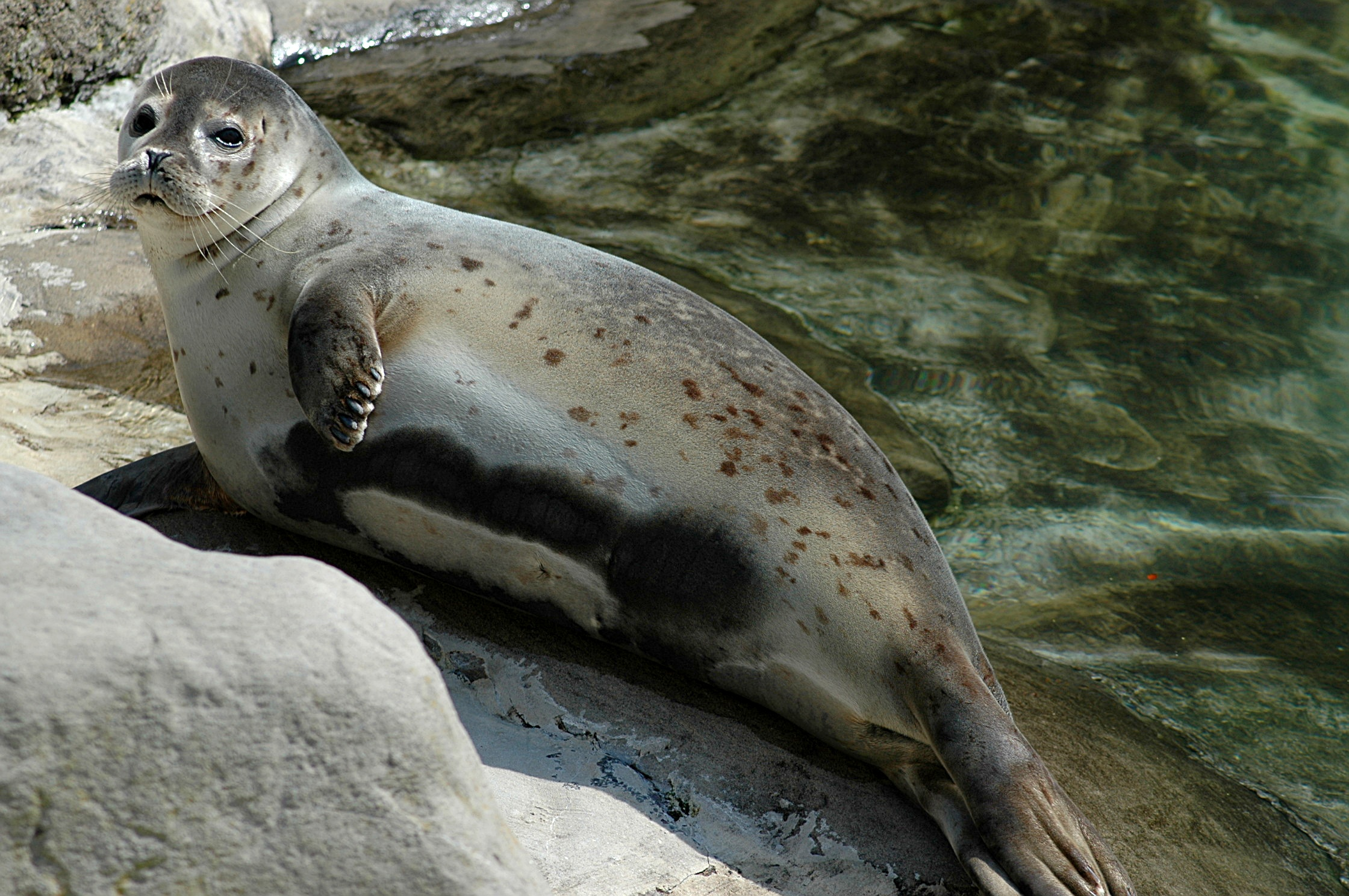
Robben wie dieser Seehund (Phoca viltulina) sind wohl die Schwestergruppe der Marderverwandten.

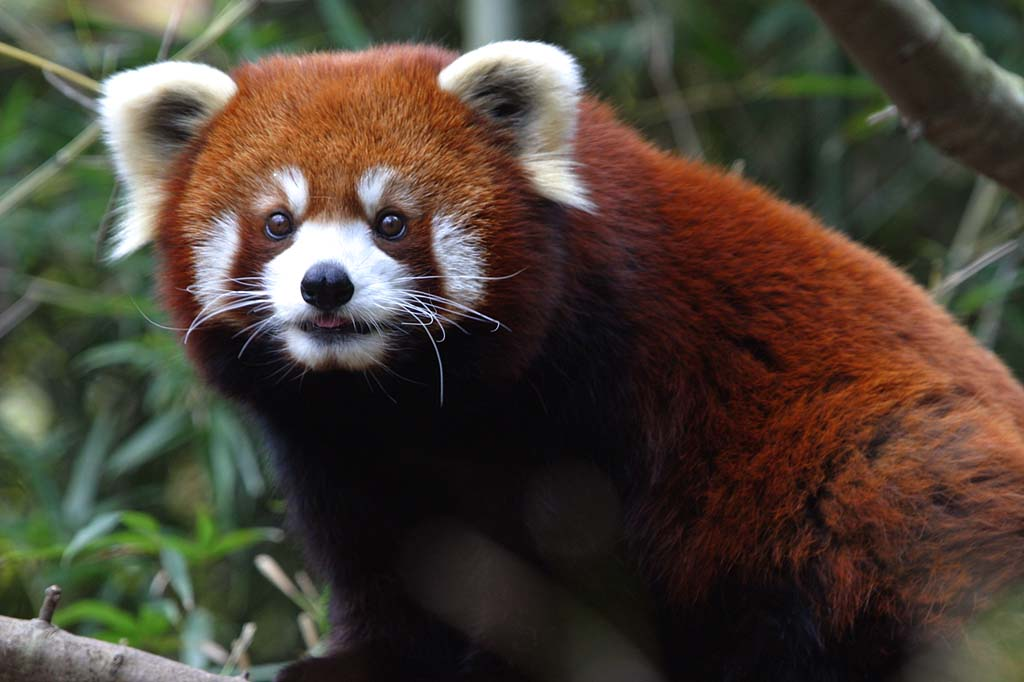
Kleiner Panda (Ailurus)

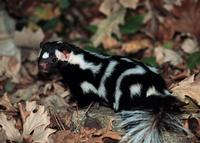
Östlicher Fleckenskunk (Spilogale putorius)

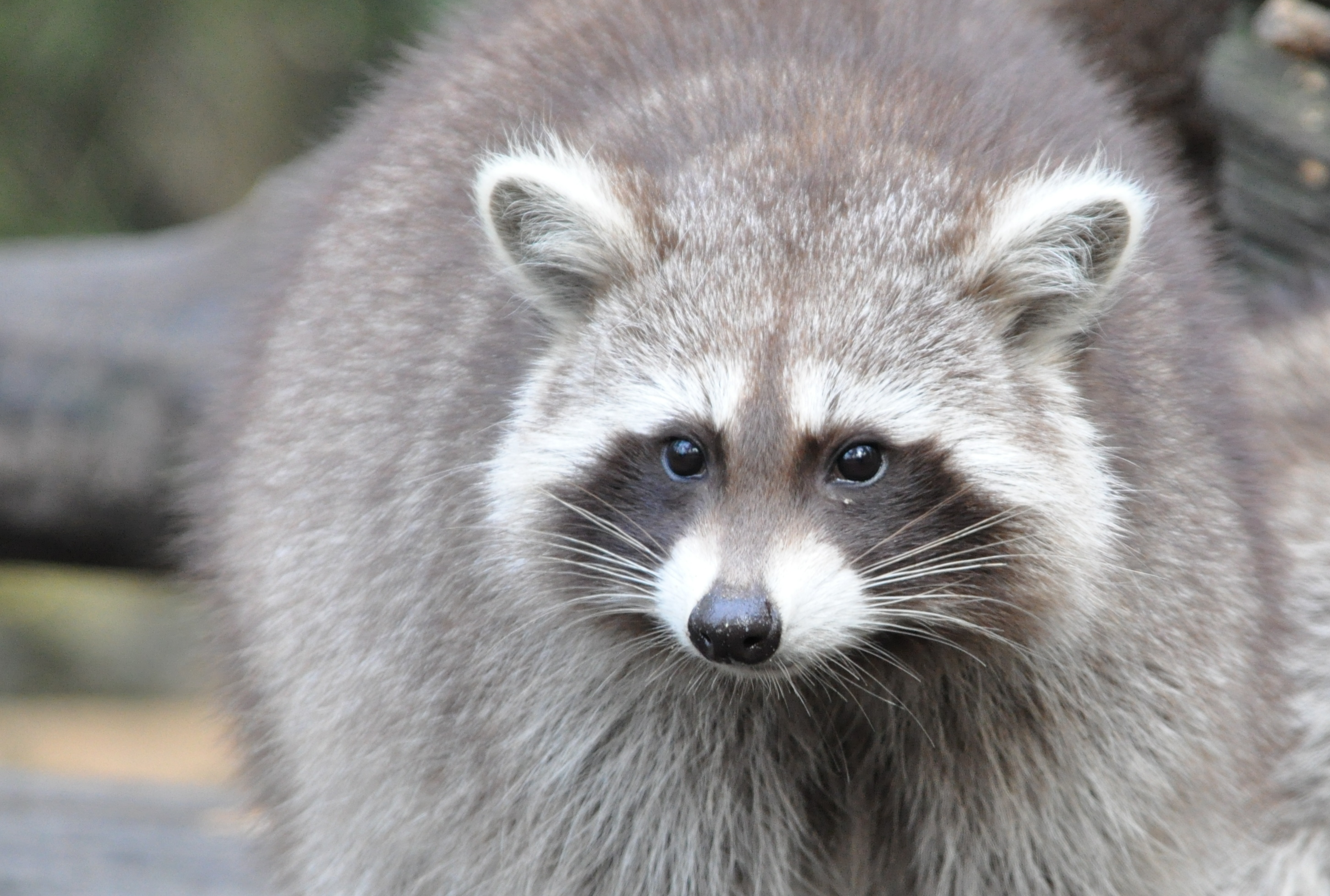
Waschbär (Procyon lotor)

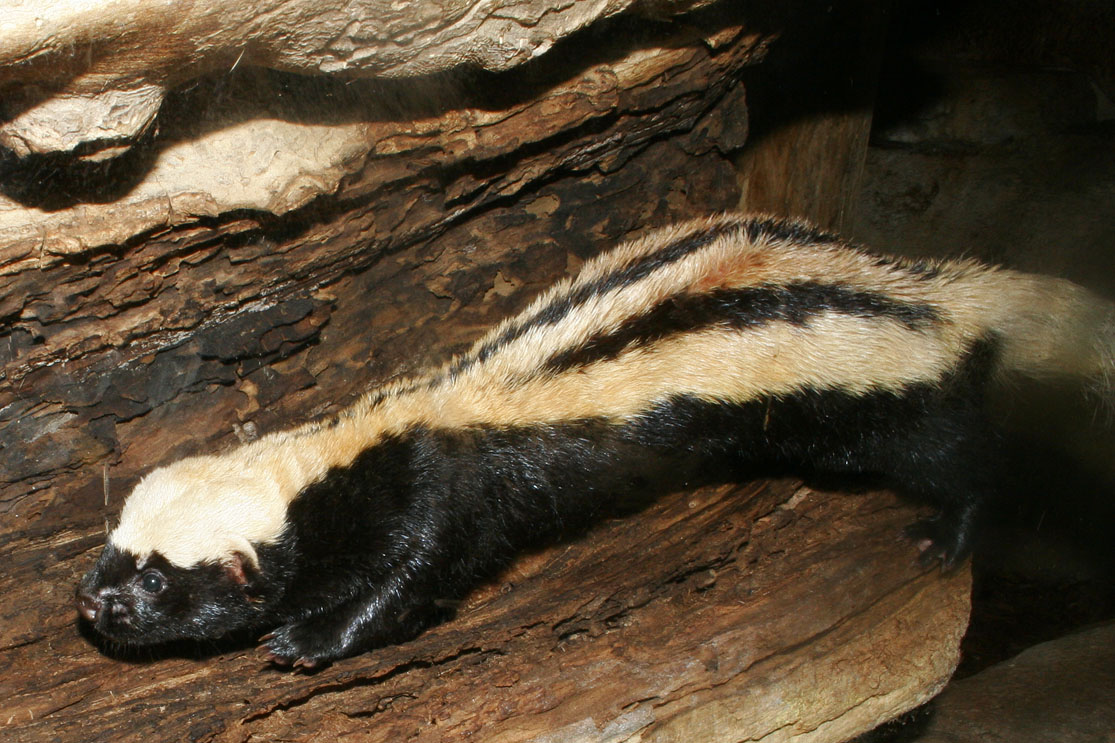
Weißnackenwiesel (Poecilogale albinucha)

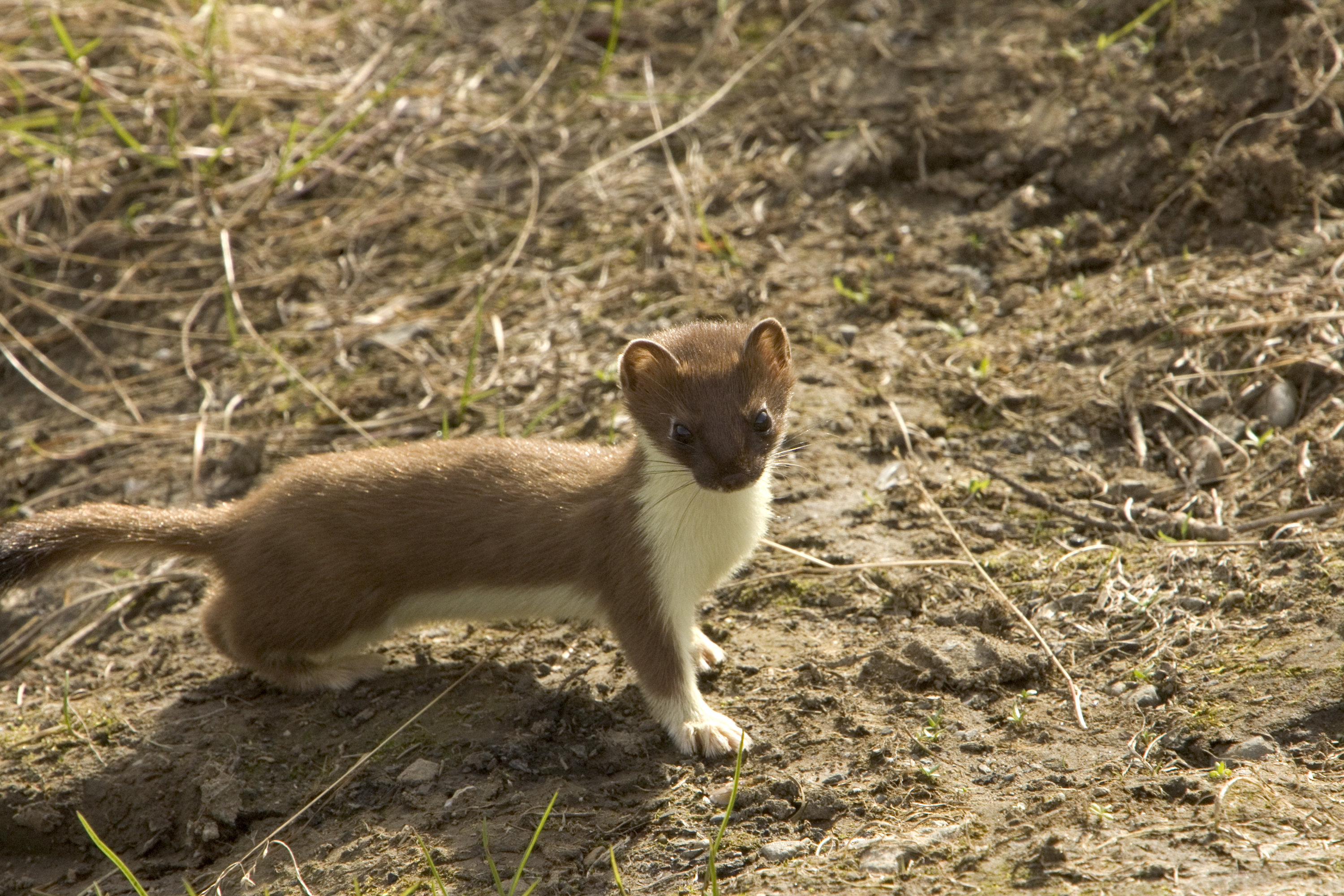
Hermelin (Mustela erminea)

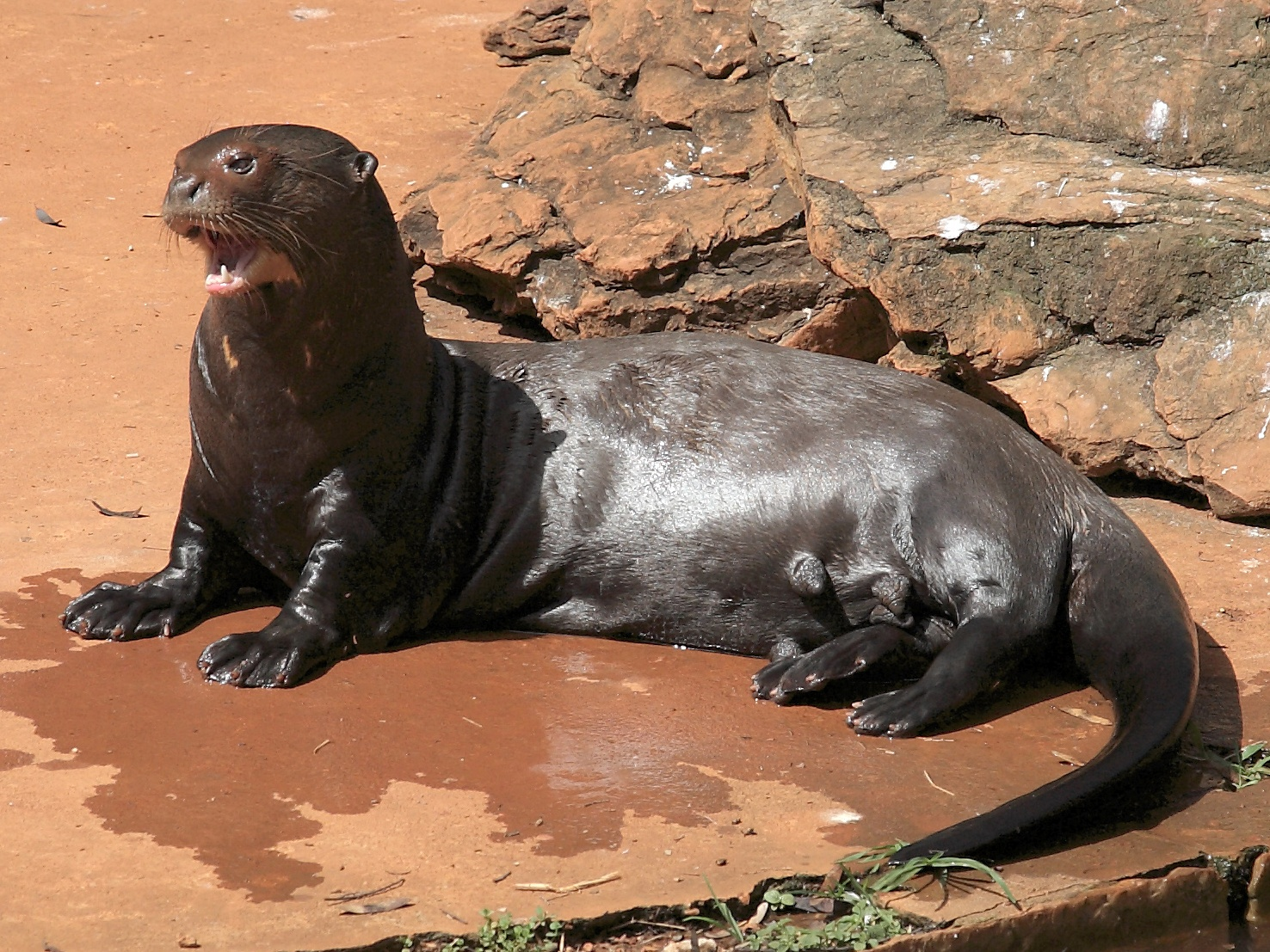
Riesenotter (Pteronura brasiliensis)

Innerhalb der Hundeartigen bilden die Marderverwandten gemeinsam mit den Robben, ihrer Schwestergruppe, und den Bären ein rangloses Taxon namens Arctoidea. Sie selbst bestehen aus vier Familien, wovon die Skunks (Mephitidae) die Schwestergruppe der übrigen Familien sind. Diese Systematik zeigt folgendes Kladogramm:
|  | Kleine Pandas (Ailuridae)                                                        |
|  |                                                                                  |
|  | \| \| Kleinbären (Procyonidae) \| \| \| \| \| \| Marder (Mustelidae) \| \| \| \| |
|  |                                                                                  |
|  | Kleinbären (Procyonidae)                                                         |
|  |                                                                                  |
|  | Marder (Mustelidae)                                                              |
|  |                                                                                  |

|  | Kleinbären (Procyonidae) |
|  |                          |
|  | Marder (Mustelidae)      |
|  |                          |

|  | Kleine Pandas (Ailuridae)                                                        |
|  |                                                                                  |
|  | \| \| Kleinbären (Procyonidae) \| \| \| \| \| \| Marder (Mustelidae) \| \| \| \| |
|  |                                                                                  |
|  | Kleinbären (Procyonidae)                                                         |
|  |                                                                                  |
|  | Marder (Mustelidae)                                                              |
|  |                                                                                  |

|  | Kleinbären (Procyonidae) |
|  |                          |
|  | Marder (Mustelidae)      |
|  |                          |

|  | Kleine Pandas (Ailuridae)                                                        |
|  |                                                                                  |
|  | \| \| Kleinbären (Procyonidae) \| \| \| \| \| \| Marder (Mustelidae) \| \| \| \| |
|  |                                                                                  |
|  | Kleinbären (Procyonidae)                                                         |
|  |                                                                                  |
|  | Marder (Mustelidae)                                                              |
|  |                                                                                  |

|  | Kleinbären (Procyonidae) |
|  |                          |
|  | Marder (Mustelidae)      |
|  |                          |

|  | Kleine Pandas (Ailuridae)                                                        |
|  |                                                                                  |
|  | \| \| Kleinbären (Procyonidae) \| \| \| \| \| \| Marder (Mustelidae) \| \| \| \| |
|  |                                                                                  |
|  | Kleinbären (Procyonidae)                                                         |
|  |                                                                                  |
|  | Marder (Mustelidae)                                                              |
|  |                                                                                  |

|  | Kleinbären (Procyonidae) |
|  |                          |
|  | Marder (Mustelidae)      |
|  |                          |

|  | Kleine Pandas (Ailuridae)                                                        |
|  |                                                                                  |
|  | \| \| Kleinbären (Procyonidae) \| \| \| \| \| \| Marder (Mustelidae) \| \| \| \| |
|  |                                                                                  |
|  | Kleinbären (Procyonidae)                                                         |
|  |                                                                                  |
|  | Marder (Mustelidae)                                                              |
|  |                                                                                  |

|  | Kleinbären (Procyonidae) |
|  |                          |
|  | Marder (Mustelidae)      |
|  |                          |

|  | Kleine Pandas (Ailuridae)                                                        |
|  |                                                                                  |
|  | \| \| Kleinbären (Procyonidae) \| \| \| \| \| \| Marder (Mustelidae) \| \| \| \| |
|  |                                                                                  |
|  | Kleinbären (Procyonidae)                                                         |
|  |                                                                                  |
|  | Marder (Mustelidae)                                                              |
|  |                                                                                  |

|  | Kleinbären (Procyonidae) |
|  |                          |
|  | Marder (Mustelidae)      |
|  |                          |

|  | Kleine Pandas (Ailuridae)                                                        |
|  |                                                                                  |
|  | \| \| Kleinbären (Procyonidae) \| \| \| \| \| \| Marder (Mustelidae) \| \| \| \| |
|  |                                                                                  |
|  | Kleinbären (Procyonidae)                                                         |
|  |                                                                                  |
|  | Marder (Mustelidae)                                                              |
|  |                                                                                  |

|  | Kleinbären (Procyonidae) |
|  |                          |
|  | Marder (Mustelidae)      |
|  |                          |

|  | Kleine Pandas (Ailuridae)                                                        |
|  |                                                                                  |
|  | \| \| Kleinbären (Procyonidae) \| \| \| \| \| \| Marder (Mustelidae) \| \| \| \| |
|  |                                                                                  |
|  | Kleinbären (Procyonidae)                                                         |
|  |                                                                                  |
|  | Marder (Mustelidae)                                                              |
|  |                                                                                  |

|  | Kleinbären (Procyonidae) |
|  |                          |
|  | Marder (Mustelidae)      |
|  |                          |

|  | Kleine Pandas (Ailuridae)                                                        |
|  |                                                                                  |
|  | \| \| Kleinbären (Procyonidae) \| \| \| \| \| \| Marder (Mustelidae) \| \| \| \| |
|  |                                                                                  |
|  | Kleinbären (Procyonidae)                                                         |
|  |                                                                                  |
|  | Marder (Mustelidae)                                                              |
|  |                                                                                  |

|  | Kleinbären (Procyonidae) |
|  |                          |
|  | Marder (Mustelidae)      |
|  |                          |

|  | Kleine Pandas (Ailuridae)                                                        |
|  |                                                                                  |
|  | \| \| Kleinbären (Procyonidae) \| \| \| \| \| \| Marder (Mustelidae) \| \| \| \| |
|  |                                                                                  |
|  | Kleinbären (Procyonidae)                                                         |
|  |                                                                                  |
|  | Marder (Mustelidae)                                                              |
|  |                                                                                  |

|  | Kleinbären (Procyonidae) |
|  |                          |
|  | Marder (Mustelidae)      |
|  |                          |

|  | Kleine Pandas (Ailuridae)                                                        |
|  |                                                                                  |
|  | \| \| Kleinbären (Procyonidae) \| \| \| \| \| \| Marder (Mustelidae) \| \| \| \| |
|  |                                                                                  |
|  | Kleinbären (Procyonidae)                                                         |
|  |                                                                                  |
|  | Marder (Mustelidae)                                                              |
|  |                                                                                  |

|  | Kleinbären (Procyonidae) |
|  |                          |
|  | Marder (Mustelidae)      |
|  |                          |

|  | Kleine Pandas (Ailuridae)                                                        |
|  |                                                                                  |
|  | \| \| Kleinbären (Procyonidae) \| \| \| \| \| \| Marder (Mustelidae) \| \| \| \| |
|  |                                                                                  |
|  | Kleinbären (Procyonidae)                                                         |
|  |                                                                                  |
|  | Marder (Mustelidae)                                                              |
|  |                                                                                  |

|  | Kleinbären (Procyonidae) |
|  |                          |
|  | Marder (Mustelidae)      |
|  |                          |

|  | Kleine Pandas (Ailuridae)                                                        |
|  |                                                                                  |
|  | \| \| Kleinbären (Procyonidae) \| \| \| \| \| \| Marder (Mustelidae) \| \| \| \| |
|  |                                                                                  |
|  | Kleinbären (Procyonidae)                                                         |
|  |                                                                                  |
|  | Marder (Mustelidae)                                                              |
|  |                                                                                  |

|  | Kleinbären (Procyonidae) |
|  |                          |
|  | Marder (Mustelidae)      |
|  |                          |

|  | Kleine Pandas (Ailuridae)                                                        |
|  |                                                                                  |
|  | \| \| Kleinbären (Procyonidae) \| \| \| \| \| \| Marder (Mustelidae) \| \| \| \| |
|  |                                                                                  |
|  | Kleinbären (Procyonidae)                                                         |
|  |                                                                                  |
|  | Marder (Mustelidae)                                                              |
|  |                                                                                  |

|  | Kleinbären (Procyonidae) |
|  |                          |
|  | Marder (Mustelidae)      |
|  |                          |

|  | Kleine Pandas (Ailuridae)                                                        |
|  |                                                                                  |
|  | \| \| Kleinbären (Procyonidae) \| \| \| \| \| \| Marder (Mustelidae) \| \| \| \| |
|  |                                                                                  |
|  | Kleinbären (Procyonidae)                                                         |
|  |                                                                                  |
|  | Marder (Mustelidae)                                                              |
|  |                                                                                  |

|  | Kleinbären (Procyonidae) |
|  |                          |
|  | Marder (Mustelidae)      |
|  |                          |

|  | Kleine Pandas (Ailuridae)                                                        |
|  |                                                                                  |
|  | \| \| Kleinbären (Procyonidae) \| \| \| \| \| \| Marder (Mustelidae) \| \| \| \| |
|  |                                                                                  |
|  | Kleinbären (Procyonidae)                                                         |
|  |                                                                                  |
|  | Marder (Mustelidae)                                                              |
|  |                                                                                  |

|  | Kleinbären (Procyonidae) |
|  |                          |
|  | Marder (Mustelidae)      |
|  |                          |

Die größte Familie der Marderartigen ist die der Marder mit 20 Gattungen und 58 Arten, womit sie sogar die größte Familie der Raubtiere sind. Die Kleinbären bestehen lediglich aus sechs Gattungen und 15 Arten. Die 12 Arten der Skunks verteilen sich über vier Gattungen. Die kleinste Familie, die Kleinen Pandas, umfasst nur zwei Arten.
In älteren Systematiken werden die Familien oft auf verschiedene Weisen zusammengelegt. Die Skunks zählte man zu den Mardern, den Kleinen Pandas gemeinsam mit dem Großen Panda in eine eigene Familie oder zu den Kleinbären. Schließlich trennte man die Skunks von den Mardern, die Kleinbären von den Pandas und ordnete den Großen Panda in die Familie der Bären ein, sodass sich die hier behandelte Systematik ergab.
- Marderverwandte (Musteloidea)
  - Familie Ailuridae
    - Gattung Kleine Pandas (Ailurus)

  - Familie Skunks (Mephitidae)
    - Gattung Weißrüsselskunks (Conepatus)
    - Gattung Streifenskunks (Mephitis)
    - Gattung Stinkdachse (Mydaus)
    - Gattung Fleckenskunks (Spilogale)

  - Familie Kleinbären (Procyonidae)
    - Gattung Makibären (Bassaricyon)
    - Gattung Katzenfrette (Bassariscus)
    - Gattung Nasenbären (Nasua)
    - Wickelbär (Potos flavus)
    - Gattung Waschbären (Procyon)

  - Familie Marder (Mustelidae)
    - Unterfamilie Ictonychinae
      - Gattung Grisons (Galictis)
      - Gattung Ictonyx
      - Weißnackenwiesel (Poecilogale albinucha)
      - Tigeriltis (Vormela peregusna)

    - Unterfamilie Helictidinae
      - Gattung Sonnendachse (Melogale)

    - Unterfamilie Guloninae
      - Tayra (Eira)
      - Vielfraß (Gulo)
      - Gattung Echte Marder (Martes)
      - Fischermarder (Pekania pennanti)

    - Unterfamilie Dachse (Melinae)
      - Gattung Schweinsdachse (Arctonyx)
      - Gattung Meles

    - Unterfamilie Honigdachse (Mellivorinae)
      - Honigdachs (Mallivora capensis)

    - Unterfamilie Mustelinae
      - Patagonisches Wiesel (Lyncodon patagonicus)
      - Gattung Mustela
      - Gattung Neovison

    - Unterfamilie Otter (Lutrinae)
      - Gattung Fingerotter (Aonyx)
      - Seeotter (Enhydra lutris)
      - Fleckenhalsotter (Hydrictis maculicollis)
      - Gattung Neuweltotter (Lontra)
      - Gattung Altweltotter (Lutra)
      - Indischer Fischotter (Lutrogale perspicillata)
      - Riesenotter (Pteronura brasiliensis)

    - Unterfamilie Silberdachse (Taxidiinae)
      - Silberdachs (Taxidea taxus)

## Entwicklungsgeschichte

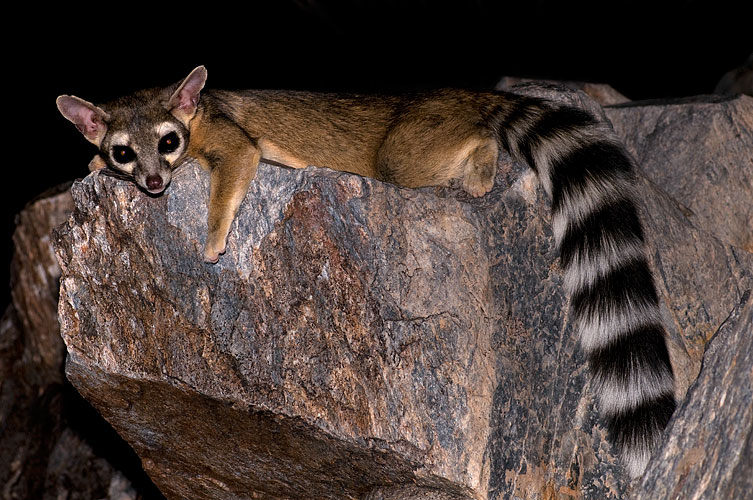
Katzenfrette wie dieses Nordamerikanische Katzenfrett (Bassariscus astutus) sind seit dem Miozän nachweisbar.

Die Marderverwandten scheinen eine recht alte Raubtiergruppe zu sein. Ihr Ursprung ist im Paläogen zu suchen. Besonders urtümlich sind wohl die Marder, was sich an anatomischen Merkmalen erkennen lässt. Marder sind bereits seit dem Paläogen nachgewiesen. Manche Quellen führen sie bis ins Paläozän zurück, andere auf die Übergangszeit zwischen dem oberen Eozän und dem unteren Oligozän. Die ursprünglichen Marder wiesen noch starke Ähnlichkeiten zu Kleinbären auf, die man seit dem Oligozän kennt. Beide Familien entstanden in der alten Welt, waren aber schon im Oligozän in Amerika anzutreffen. Seit dem unteren Oligozän sind Kleinbären dort nachgewiesen, Funde von Raubtieren mit kleinbärähnlicher Gehörregion aus Eurasien legen jedoch einen Ursprung der Kleinbären in der alten Welt nahe. Die Kleinbären starben dort, möglicherweise durch die Konkurrenz der Schleichkatzen, aus. Falls es zu dieser Zeit bereits Marder und Kleinbären gegeben haben sollte, die an der Spitze des Kladogramms der Marderverwandten stehen, legt dies nahe, dass sich Skunks und Pandas bereits früher von ihnen abgespaltet haben.

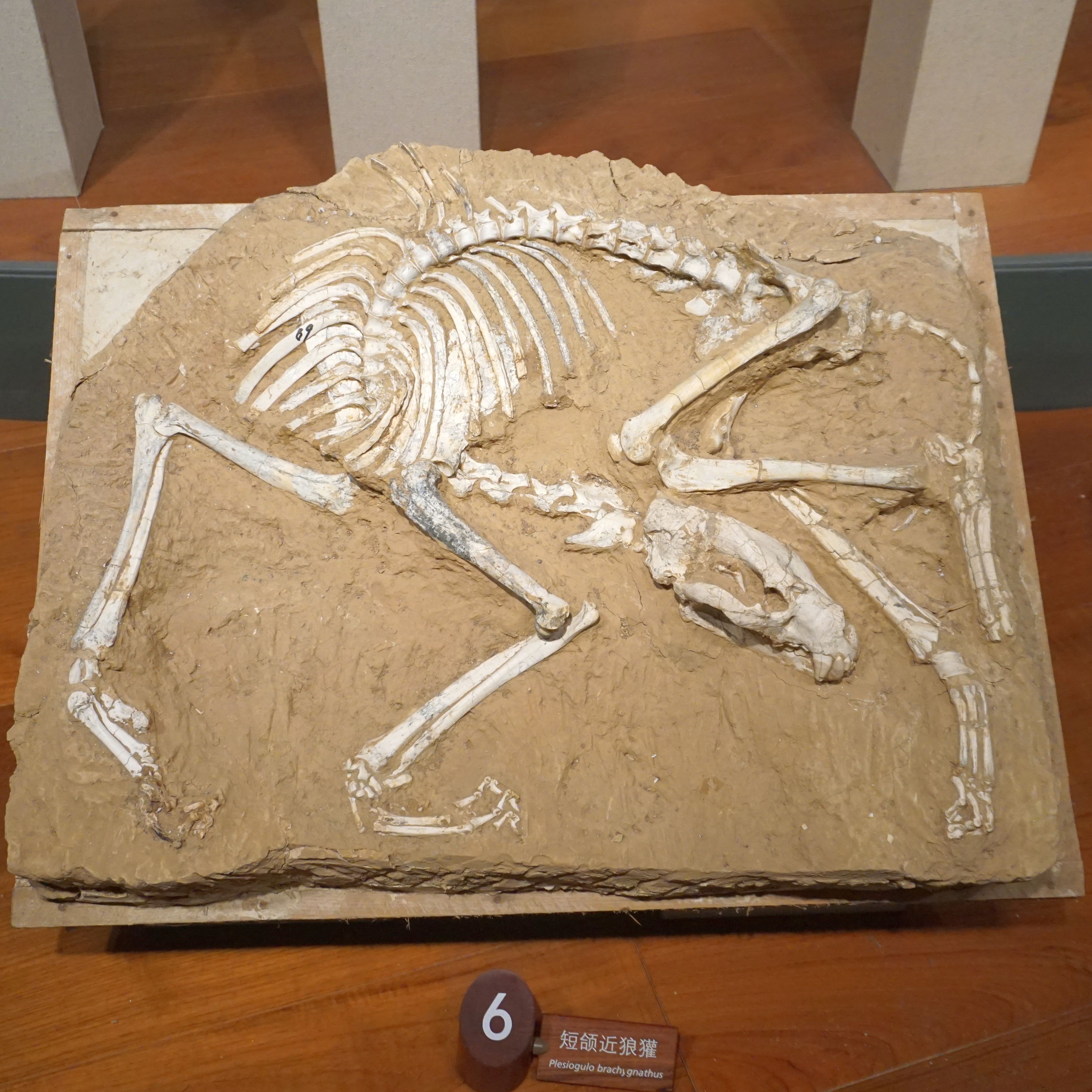
Fossil von Plesiogulo brachygnathus

Bereits im oberen Oligozän brachten die Marder otterähnliche Formen hervor, die besser als die heutigen an das aquatische Leben angepasst waren, wie zum Beispiel Polamotherium. Als Vorfahren der Robben sind diese Tiere jedoch nicht anzusehen. Aus dieser Zeit kennt man ebenfalls marder- und wieselartige Formen. Im Neogen begann in Verbindung mit der Abkühlung des Weltklimas eine Radiation, in der viele der heutigen Taxa entstanden. Seitdem finden sich auch Skunks mit Gattungen wie Miomemphitis und Trochotherium in Eurasien und dachsähnliche mit Trocharion. Zudem gab es zu dieser Zeit schon Katzenfrette, die bis heute überlebten. Seit dem Pliozän können Skunks in Nordamerika nachgewiesen werden, in Europa kamen Vorläufer heutiger Arten, wie die des Vielfraßes (Plesiogulo), der Grisons (Pannonictis) und der Wiesel und Iltisse (Baranogale) vor. In Europa lebte zu dieser Zeit Parailurus, ein Verwandter des heutigen Kleinen Pandas. Honigdachse und Seeotter gibt es erst seit der Eiszeit. Bemerkenswert ist dabei eine Otterart aus Kasachstan, Semantor macrurus, die anscheinend noch besser an das Leben im Wasser angepasst war als der heutige Seeotter.